# Dohren (Emsland)

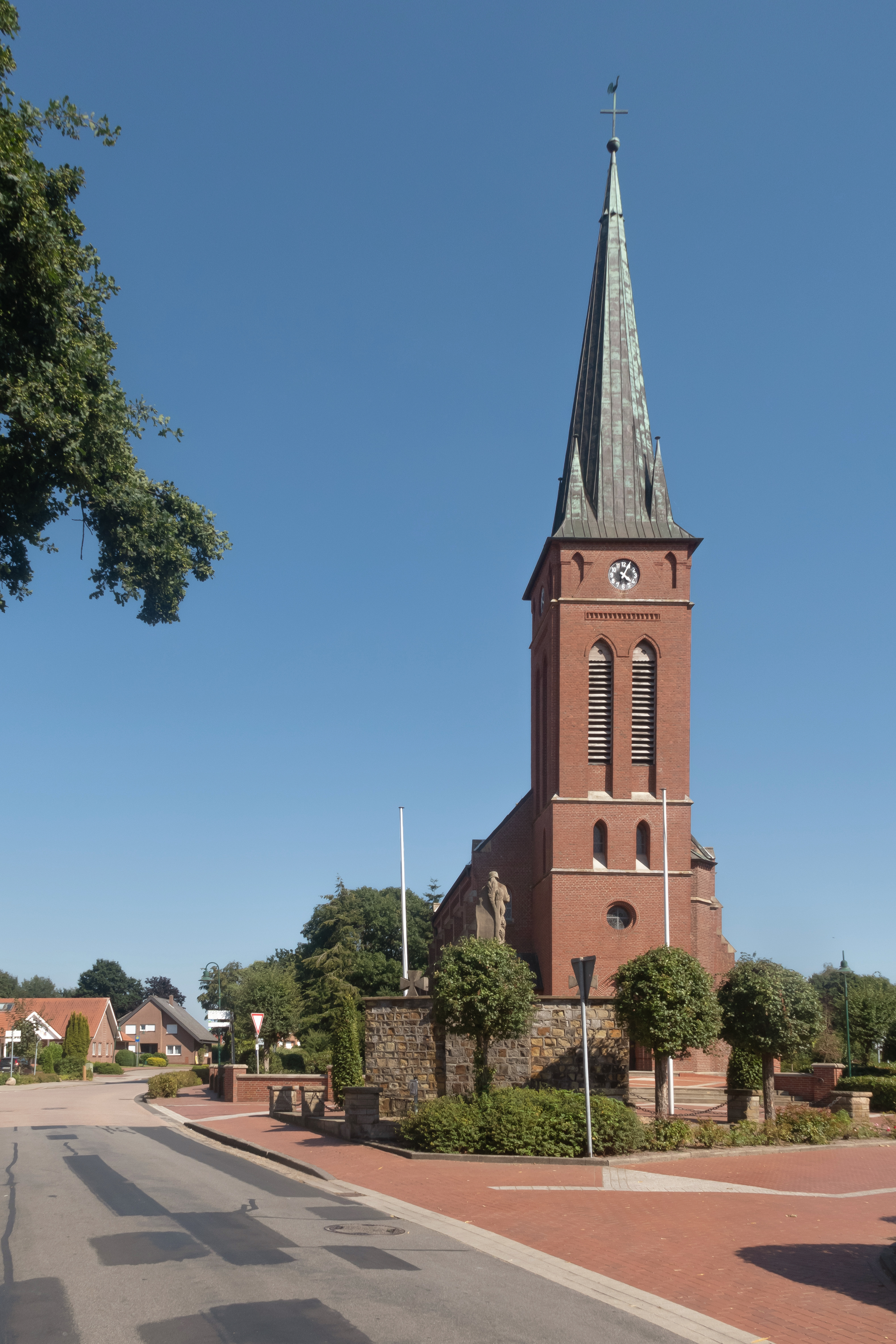
Sankt-Bernardus-Kirche in Dohren

Dohren ist eine der drei Gemeinden der Samtgemeinde Herzlake im Landkreis Emsland. Die mittlere Höhe über Normalnull beträgt 25 m (Norddeutsche Tiefebene). Die Gemeinde ist überwiegend ländlich geprägt.

## Geografie

### Lage
Die Gemeinde Dohren liegt im östlichen Teil des Landkreises Emsland in Niedersachsen.

### Nachbargemeinden
Nachbargemeinden sind im Norden die Gemeinde Herzlake, im Osten die Gemeinde Berge in der Samtgemeinde Fürstenau im Landkreis Osnabrück, im Süden die Gemeinde Wettrup in der Samtgemeinde Lengerich und im Westen die Stadt Haselünne.

### Gemeindegliederung
Die Gemeinde entstand am 1. Januar 1963 aus dem Zusammenschluss der beiden ehemaligen Gemeinden Groß Dohren und Klein Dohren.

## Geschichte
Die beiden Bauerschaften Groß und Klein Dohren waren im Mittelalter neben den Bauerschaften Bakerde, Jödenstraße / Bookhof, Felsen und Neuenlande Teil der Dohren-Felsener Mark. Erstmals wird diese im 14. Jahrhundert erwähnt. Vermutlich ist sie zwischen dem 11. und 13. Jahrhundert entstanden. Das Gebiet der Dohren-Felsener Mark liegt auf einem eiszeitlichen Moränen-Hügelrücken, der eine Fortsetzung dieser Gebilde des rechts des Flusses Hase liegenden Hümmling darstellt. Die einzelnen Bauerschaften bestanden jeweils aus um die neun Erbhöfen oder so vielen Voll- und Teilerben, dass sich eine Gesamtzahl von etwa neun Erbenäquivalenten ergab, beispielsweise sieben Vollerben und vier Halberben. Während die Vollerbenhöfe vermutlich älter sind als die Mark selbst – sie ist von ihnen gebildet worden –, sind die Teilerbenhöfe zum großen Teil wohl umso später entstanden, je kleiner ihr Anteil an der Mark war. Vermutlich war im 15. Jahrhundert die Aufteilung der Mark abgeschlossen.
Seit dem 16. und 17. Jahrhundert sind Heuerstellen nachweisbar. Bei den Heuerleuten handelte es sich um Landwirte ohne eigenen Grundbesitz. Sie arbeiten in der Regel für einen Erbhofbauern, auf dessen Boden sie ein Stück Land für sich selbst bearbeiten und in dessen Heuerhaus sie wohnen. Der Anteil dieser Heuerleute wurde in der folgenden Zeit bis zur Mitte des 19. Jahrhunderts immer größer, bis er in dieser Zeit hier etwa 60 % der Bevölkerung ausmachte.
Im zweiten Drittel des 19. Jahrhunderts führte der Bevölkerungsdruck zu einer massiven Auswanderung von etwa einem Drittel der Bevölkerung besonders in den Süden der USA. Zwischen 1850 und 1860 kam es zur sogenannten Markenteilung, bei dem der gemeinschaftliche Grundbesitz der Erbhöfe (die Mark!) unter die Erbhofbesitzer und einige andere Berechtigte aufgeteilt wurde. Die Heuerleute gingen dabei leer aus. Allerdings waren sie aufgrund des größeren Angebots jetzt eher in der Lage, eigenen Grundbesitz zu erwerben. Dieser Umstand förderte die Entwicklung der sogenannten Eigener, die oft neben der Landwirtschaft als kleine Selbständige ein Handwerk ausübten.
In den 1920er Jahren brachte die Einführung des Kunstdüngers zusammen mit der Gründung eines Wasserverbandes und der damit einhergehenden verbesserten Entwässerung des Bodens  bessere Ernten. Das führte so zu einer wirtschaftlichen Aufwärtsentwicklung der Landwirtschaft. Die beiden Weltkriege im 20. Jahrhundert verursachten in Dohren und Umgebung  zwar Tote und Vermisste unter den eingezogenen Soldaten, aber nur geringe materielle Schäden.
In den 1950er Jahren begann mit dem stark wachsenden Angebot an Arbeitsplätzen außerhalb der Landwirtschaft das Ende der Heuerlingszeit. Bis 1970 hatte sich dieses System aufgelöst. Gefördert wurde diese Auflösung durch die Flurbereinigung, die neben der Arrondierung der zersplitterten landwirtschaftlichen Flächen zur Bildung einer Reihe von Siedlerhöfen besonders in den trockengelegten ehemaligen Moorgebieten führte. Die Siedlerhöfe wurden mit ehemaligen Heuerleuten, Kriegsflüchtlingen und ausgesiedelten ehemaligen Erbhofbauern besetzt. Heute (2005) arbeitet nur noch ein kleiner Teil der Dohrener in der Landwirtschaft. Etwa 90 % der Arbeitnehmer sind Auspendler und arbeiten in den nahe gelegenen Städten Haselünne, Herzlake und Fürstenau.

## Gemeinderat
Der Gemeinderat von Dohren hat elf gewählte Mitglieder. Die Ratsmitglieder werden durch eine Kommunalwahl für jeweils fünf Jahre gewählt. Die aktuelle Amtszeit begann am 1. November 2021 und endet am 31. Oktober 2026.
| Partei | 2021 |   | 2016 | 2011 |
| ------ | ---- | - | ---- | ---- |
| CDU    | 8    | 4 | 4    |      |
| SPD    | 3    | 2 | 2    |      |
| UWG    | -    | 5 | 5    |      |

## Regelmäßige Veranstaltungen
Jedes Jahr am zweiten oder dritten Oktober-Wochenende, als Saisonabschluss im deutschen Speedway-Rennsport, das Internationale Flutlicht-Speedwayrennen auf der 235 m langen, kreisrunden Speedway-Bahn des MSC Dohren.
Zudem findet alljährlich zu Christi Himmelfahrt das Dohrener Schützenfest statt.